# 1-й Зимовий міст
1-й Зимовий міст — міст через Зимову канавку в Центральному районі Санкт-Петербурга, з'єднує 1-й і 2-й Адміралтейські острови. Пам'ятник інженерного будівництва другої половини XVIII століття. Форми і силует моста збереглися в первісному вигляді.

## Розташування
Розташований по осі Мільйонної вулиці. Поруч з мостом розташовані Новий Ермітаж і Двірцева площа.
Вище за течією знаходиться Ермітажний міст, нижче за течією — 2-й Зимовий міст. Найближча станція метрополітену — Адміралтейська.

## Назва
20 квітня 1738 року міст отримав назву Німецький внаслідок перебування в цьому районі Німецької слободи. З 1770 до 1828 року міст називався Мільйонним, Зимовим (з 1829 до 1930-тих років), з 1940 року — 1-й Зимовий міст.

## Історія
Перший дерев'яний підйомний міст на цьому місці був побудований в 1718-1720 роках, одразу після прокладання каналу поблизу Зимового палацу Петра I. В середині XVIII ст. він був замінений дерев'яним балковим мостом, який складався з трьох прольотів. У 1783—1785 роках на це місце було перенесено гранітний арковий міст, зведений у 1768 році, із засипаного Червоного каналу. Авторами проекту, ймовірно, були архітектори І. Л. Россі та Ю. М. Фельтен. Будівельними роботами керував Т. І. Насонов.
У 1955 році проводився ремонт мосту за проектом інженера Б. Б. Левіна, в ході якого було частково відремонтовано кам'яне склепіння та проїжджа частина мосту.

## Конструкція
Міст арковий, складається з одного прольоту, зведеного у вигляді суцільного кам'яного безшарнірного склепіння параболічної форми. Опори мосту змуровані способом бутової кладки, на пальовій основі, облицьовані гранітними плитами. Фасади мосту облицьовано гранітом. Загальна довжина мосту — 15,6 м, ширина — 21,2 м.
Міст призначений для руху автотранспорту та пішоходів. Проїжджа частина включає в себе 2 смуги для руху автотранспорту. Покриття проїзної частини — асфальтобетон, на тротуарах викладено гранітні плити. В якості огородження встановлено глухі гранітні парапети. Тротуари мосту і набережних пов'язані сходами.